# NGC 6301
NGC 6301 est une très vaste galaxie spirale relativement éloignée et située dans la constellation d'Hercule. Sa vitesse par rapport au fond diffus cosmologique est de 8 318 ± 10 km/s, ce qui correspond à une distance de Hubble de 122,7 ± 8,6 Mpc (∼400 millions d'al). NGC 6301 a été découverte par l'astronome germano-britannique William Herschel en 1788. Cette galaxie a aussi été observée par l'astronome autrichien Johann Palisa le 6 octobre 1896 et elle a été inscrite à l'Index Catalogue sous la désignation IC 4643.
La classe de luminosité de NGC 6301 est III-IV et elle présente une large raie HI. En raison d'une brillance de surface égale à 14,14 mag/am2, on peut qualifier NGC 6301 de galaxie à faible brillance de surface (LSB en anglais pour low surface brightness). Les galaxies LSB sont des galaxies diffuses (D) avec une brillance de surface inférieure de moins d'une magnitude à celle du ciel nocturne ambiant.
À ce jour, cinq mesures non basées sur le décalage vers le rouge (redshift) donnent une distance de 111,040 ± 23,241 Mpc (∼362 millions d'al), ce qui est à l'intérieur des valeurs de la distance de Hubble. Notons cependant que c'est avec la valeur moyenne des mesures indépendantes, lorsqu'elles existent, que la base de données NASA/IPAC calcule le diamètre d'une galaxie et qu'en conséquence le diamètre de NGC 6301 pourrait être d'environ 89,2 kpc (∼291 000 al) si on utilisait la distance de Hubble pour le calculer.